# Wola Puczniewska
Wola Puczniewska [pronunciación en polaco: /ˈvɔla put͡ʂˈɲefska/] es una aldea ubicada en el distrito administrativo de Gmina Lutomiersk, dentro del condado de Pabianice, Voivodato de Łódź, en el centro de Polonia. Se encuentra a unos 13 kilómetros al noroeste de Lutomiersk, a 30 kilómetros al noroeste de Pabianice, y a 29 kilómetros al oeste de la capital regional Łódź .